# 매매예약
매매예약(賣買豫約)은 본계약(本契約)인 매매계약을 장래 체결할 것을 약속하는 계약이다. 매매의 예약 이후, 당사자의 일방이 본계약의 체결을 청약할 때에는 상대방은 그것에 응하여야 한다(이것이 이 계약에 의한 채무의 내용이다). 위의 청약의 권리를 일방 당사자만이 가지는 경우(한쪽 당사자는 채무만을 부담하는 경우), 즉 '편무예약(片務豫約)'과 쌍방이 가지는 경우(쌍방이 채권·채무를 각각 갖는 경우), 즉 '쌍무예약(雙務豫約)'이 있다. 그런데 상대방이 위의 청약에 응하여 매매계약의 체결을 승인하지 않는 경우는 계약에 기(基)하여 상대방의 승낙을 구하는 소(訴)를 제기하여 그 재판을 얻거나(대한민국 민법 제389조 2항) 또는 채무불이행을 이유로 손해배상을 청구하게 된다. 그러나 이것은 무의미한 우로(迂路)가 된다(매매계약은 상대방의 승낙의 의사표시만으로 성립하며 더욱이 예약이 존재하면 재판을 반드시 얻을 수가 있다). 따라서 민법은 매매의 일방예약이 있는 경우에는 계약에 기하여 매매 완결의 의사표시를 하면 상대방의 승낙 없이 매매의 성립을 인정하는 것으로 하였다(대한민국 민법 제564조). 위의 규정이 있으므로 특약이 없는 한, 일방 당사자만이 예약 완결권(豫約完結權)을 갖는 예약은 일방예약으로 취급하게 된다.

## 판례
- 수인의 채권자가 각기 그 채권을 담보하기 위하여 채무자와 채무자 소유의 부동산에 관하여 수인의 채권자를 공동매수인으로 하는 1개의 매매예약을 체결하고 그에 따라 수인의 채권자 공동명의로 그 부동산에 가등기를 마친 경우, 수인의 채권자가 공동으로 매매예약완결권을 가지는 관계인지 아니면 채권자 각자의 지분별로 별개의 독립적인 매매예약완결권을 가지는 관계인지는 매매예약의 내용에 따라야 하고, 매매예약에서 그러한 내용을 명시적으로 정하지 않은 경우에는 수인의 채권자가 공동으로 매매예약을 체결하게 된 동기 및 경위, 그 매매예약에 의하여 달성하려는 담보의 목적, 담보 관련 권리를 공동 행사하려는 의사의 유무, 채권자별 구체적인 지분권의 표시 여부 및 그 지분권 비율과 피담보채권 비율의 일치 여부, 가등기담보권 설정의 관행 등을 종합적으로 고려하여 판단하여야 한다[1].

## 참고 문헌
1. ↑  대법원 2012. 2. 16. 선고 2010다82530 [가등기의본등기절차이행]